# Нельма (посёлок)
Не́льма — посёлок в Хабаровском крае России. Относится к межселенной территории Советско-Гаванского района.

## География
Расположен на берегу Татарского пролива, в устье реки Нельма, в 180 километрах к юго-западу от райцентра — города Советская Гавань.

## История
В 1939 году в п. Нельма построен консервный завод, который впоследствии выпускал консервы из горбуши, краба, копченой корюшки и камбалы в масле а также открывается почтовое отделение связи.
14 марта 1975 года. Решением Хабаровского крайисполкома № 167 р.п. Нельма отнесен к категории сельских поселений, Нельминский поселковый Совет преобразован в сельский Совет.
29 января 1981 года. Вышло Решение № 59 Хабаровского крайисполкома, согласно которому Нельминский и Гроссевичский сельские Советы объединены в один Гроссевичский сельский Совет (с центром в селе Гроссевичи).
С 1932 по 1975 год имел статус посёлка городского типа.

## Население
| 1926 | 1939  | 1959  | 1970 | 1992 | 2002 | 2010 |
| ---- | ----- | ----- | ---- | ---- | ---- | ---- |
| 63   | ↗2279 | ↘1776 | ↘747 | ↘26  | ↘19  | ↘8   |
| 2011 | 2012  | 2021  |      |      |      |      |
| →8   | ↘7    | ↘0    |      |      |      |      |